# وزیران کار و امور اجتماعی ارمنستان شوروی
وزیر کار و امور اجتماعی ارمنستان شوروی (ارمنی: ՀՀ Սոցիալիստական Հանրապետության Սոցիալական պաշտպանության նախարար; روسی: Министр социальной защиты Армянской Советской Социалистической Республики) یک سمت دولتی در وزارت تأمین اجتماعی جمهوری شوروی سوسیالیستی ارمنستان بود. این سمت در سال ۱۹۲۰، زمانی که ارمنستان بخشی از اتحاد جماهیر شوروی سوسیالیستی بود، شکل گرفت.

## وزیران
| ردیف | تصویر | نام                              | تاریخ زندگانی | قبول پست - ترک پست | نخست‌وزیری |
| ---- | ----- | -------------------------------- | ------------- | ------------------ | --------- |
|      |       | پیش‌نویس:هایکاز کوستانیان         | (۱۸۹۷–۱۹۳۸)   |                    |           |
|      |       | پیش‌نویس:دراستامات تر-سیمونیان    | (۱۸۹۵–۱۹۳۷)   |                    |           |
|      | 75px  | پیش‌نویس:آرشاک خاچیکیان           | (۱۸۷۴–۱۹۳۵)   | ۱۹۲۳–۱۹۲۱          |           |
|      |       | پیش‌نویس:خورن هوسپیان             | (۱۸۹۲–۱۹۳۷)   | ۱۹۲۸–۱۹۲۳          |           |
|      |       | پیش‌نویس:افندی بالا ابراهیم اوغلی | (۱۸۹۳–۱۹۳۸)   | ۱۹۲۹–۱۹۲۸          |           |
|      |       | پیش‌نویس:علی تقی‌زاده علی اوغلی    | (۱۸۸۳–۱۹۶۶)   | ۱۹۳۲–۱۹۲۹          |           |
|      |       | پیش‌نویس:آرتم آقامالیان           | (۱۸۸۲–۱۹۳۷)   | ۱۹۳۵–۱۹۳۳          |           |
|      |       | پیش‌نویس:زوراپت گالستیان          | زاده ۱۹۰۲     | ۱۹۵۲–۱۹۳۸          |           |
|      |       | قوکاس مادویان                    | (۱۹۰۶–۱۹۷۵)   | ۱۹۶۱–۱۹۵۲          |           |
|      |       | پیش‌نویس:لوون ملکونیان            | (۱۹۰۴–۱۹۹۳)   | ۱۹۷۴–۱۹۶۱          |           |
|      |       | پیش‌نویس:روبن گالستیان            | زاده ۱۹۱۸     | ۱۹۸۵–۱۹۷۴          |           |
|      |       | پیش‌نویس:نارینه بالایان           | زاده ۱۹۴۰     | ۱۹۹۰–۱۹۸۵          |           |